# Lữ Phúc Nguyên
Lữ Phúc Nguyên (tiếng Trung: 吕福源; bính âm: Lǚ Fúyuán) (tháng 10 năm 1945 – 18 tháng 5 năm 2004) là bộ trưởng đầu tiên của Bộ Thương mại Trung Quốc.